# Evezés a 2004. évi nyári olimpiai játékokon
A 2004. évi nyári olimpiai játékokon az evezésben tizennégy versenyszámban osztottak érmeket.

## Éremtáblázat
(A rendező ország csapata eltérő háttérszínnel, az egyes számoszlopok legmagasabb értéke vagy értékei vastagítással kiemelve.)
| A 2004. évi nyári olimpiai játékok éremtáblázata evezésben | A 2004. évi nyári olimpiai játékok éremtáblázata evezésben | A 2004. évi nyári olimpiai játékok éremtáblázata evezésben | A 2004. évi nyári olimpiai játékok éremtáblázata evezésben | A 2004. évi nyári olimpiai játékok éremtáblázata evezésben | Olimpia  |
| ---------------------------------------------------------- | ---------------------------------------------------------- | ---------------------------------------------------------- | ---------------------------------------------------------- | ---------------------------------------------------------- | -------- |
|                                                            | Ország                                                     | Arany                                                      | Ezüst                                                      | Bronz                                                      | Összesen |
| 1.                                                         | Románia (ROU)                                              | 3                                                          | 0                                                          | 0                                                          | 3        |
| 2.                                                         | Németország (GER)                                          | 2                                                          | 2                                                          | 0                                                          | 4        |
| 3.                                                         | Nagy-Britannia (GBR)                                       | 1                                                          | 2                                                          | 1                                                          | 4        |
| 4.                                                         | Ausztrália (AUS)                                           | 1                                                          | 1                                                          | 2                                                          | 4        |
| 5.                                                         | Franciaország (FRA)                                        | 1                                                          | 1                                                          | 0                                                          | 2        |
| 5.                                                         | Egyesült Államok (USA)                                     | 1                                                          | 1                                                          | 0                                                          | 2        |
| 7.                                                         | Dánia (DEN)                                                | 1                                                          | 0                                                          | 0                                                          | 1        |
| 7.                                                         | Új-Zéland (NZL)                                            | 1                                                          | 0                                                          | 0                                                          | 1        |
| 7.                                                         | Norvégia (NOR)                                             | 1                                                          | 0                                                          | 0                                                          | 1        |
| 7.                                                         | Lengyelország (POL)                                        | 1                                                          | 0                                                          | 0                                                          | 1        |
| 7.                                                         | Oroszország (RUS)                                          | 1                                                          | 0                                                          | 0                                                          | 1        |
|                                                            |                                                            |                                                            |                                                            |                                                            |          |
| 12.                                                        | Hollandia (NED)                                            | 0                                                          | 1                                                          | 2                                                          | 3        |
| 13.                                                        | Fehéroroszország (BLR)                                     | 0                                                          | 1                                                          | 1                                                          | 2        |
| 14.                                                        | Kanada (CAN)                                               | 0                                                          | 1                                                          | 0                                                          | 1        |
| 14.                                                        | Horvátország (CRO)                                         | 0                                                          | 1                                                          | 0                                                          | 1        |
| 14.                                                        | Csehország (CZE)                                           | 0                                                          | 1                                                          | 0                                                          | 1        |
| 14.                                                        | Észtország (EST)                                           | 0                                                          | 1                                                          | 0                                                          | 1        |
| 14.                                                        | Szlovénia (SLO)                                            | 0                                                          | 1                                                          | 0                                                          | 1        |
|                                                            |                                                            |                                                            |                                                            |                                                            |          |
| 19.                                                        | Olaszország (ITA)                                          | 0                                                          | 0                                                          | 3                                                          | 3        |
| 20.                                                        | Bulgária (BUL)                                             | 0                                                          | 0                                                          | 2                                                          | 2        |
| 21.                                                        | Görögország (GRE)                                          | 0                                                          | 0                                                          | 1                                                          | 1        |
| 21.                                                        | Dél-afrikai Köztársaság (RSA)                              | 0                                                          | 0                                                          | 1                                                          | 1        |
| 21.                                                        | Ukrajna (UKR)                                              | 0                                                          | 0                                                          | 1                                                          | 1        |
|                                                            |                                                            |                                                            |                                                            |                                                            |          |
| Összesen                                                   | Összesen                                                   | 14                                                         | 14                                                         | 14                                                         | 42       |

## Férfi

### Éremtáblázat
(A rendező ország csapata eltérő háttérszínnel, az egyes számoszlopok legmagasabb értéke vagy értékei vastagítással kiemelve.)
| A 2004. évi nyári olimpiai játékok éremtáblázata férfi evezésben | A 2004. évi nyári olimpiai játékok éremtáblázata férfi evezésben | A 2004. évi nyári olimpiai játékok éremtáblázata férfi evezésben | A 2004. évi nyári olimpiai játékok éremtáblázata férfi evezésben | A 2004. évi nyári olimpiai játékok éremtáblázata férfi evezésben | Olimpia  |
| ---------------------------------------------------------------- | ---------------------------------------------------------------- | ---------------------------------------------------------------- | ---------------------------------------------------------------- | ---------------------------------------------------------------- | -------- |
|                                                                  | Ország                                                           | Arany                                                            | Ezüst                                                            | Bronz                                                            | Összesen |
| 1.                                                               | Ausztrália (AUS)                                                 | 1                                                                | 1                                                                | 1                                                                | 3        |
| 2.                                                               | Franciaország (FRA)                                              | 1                                                                | 1                                                                | 0                                                                | 2        |
| 3.                                                               | Dánia (DEN)                                                      | 1                                                                | 0                                                                | 0                                                                | 1        |
| 3.                                                               | Egyesült Államok (USA)                                           | 1                                                                | 0                                                                | 0                                                                | 1        |
| 3.                                                               | Lengyelország (POL)                                              | 1                                                                | 0                                                                | 0                                                                | 1        |
| 3.                                                               | Nagy-Britannia (GBR)                                             | 1                                                                | 0                                                                | 0                                                                | 1        |
| 3.                                                               | Norvégia (NOR)                                                   | 1                                                                | 0                                                                | 0                                                                | 1        |
| 3.                                                               | Oroszország (RUS)                                                | 1                                                                | 0                                                                | 0                                                                | 1        |
|                                                                  |                                                                  |                                                                  |                                                                  |                                                                  |          |
| 9.                                                               | Csehország (CZE)                                                 | 0                                                                | 1                                                                | 0                                                                | 1        |
| 9.                                                               | Észtország (EST)                                                 | 0                                                                | 1                                                                | 0                                                                | 1        |
| 9.                                                               | Hollandia (NED)                                                  | 0                                                                | 1                                                                | 0                                                                | 1        |
| 9.                                                               | Horvátország (CRO)                                               | 0                                                                | 1                                                                | 0                                                                | 1        |
| 9.                                                               | Kanada (CAN)                                                     | 0                                                                | 1                                                                | 0                                                                | 1        |
| 9.                                                               | Szlovénia (SLO)                                                  | 0                                                                | 1                                                                | 0                                                                | 1        |
|                                                                  |                                                                  |                                                                  |                                                                  |                                                                  |          |
| 15.                                                              | Olaszország (ITA)                                                | 0                                                                | 0                                                                | 3                                                                | 3        |
| 16.                                                              | Bulgária (BUL)                                                   | 0                                                                | 0                                                                | 1                                                                | 1        |
| 16.                                                              | Dél-afrikai Köztársaság (RSA)                                    | 0                                                                | 0                                                                | 1                                                                | 1        |
| 16.                                                              | Görögország (GRE)                                                | 0                                                                | 0                                                                | 1                                                                | 1        |
| 16.                                                              | Ukrajna (UKR)                                                    | 0                                                                | 0                                                                | 1                                                                | 1        |
|                                                                  |                                                                  |                                                                  |                                                                  |                                                                  |          |
| Összesen                                                         | Összesen                                                         | 8                                                                | 8                                                                | 8                                                                | 24       |

### Érmesek
| A 2004. évi nyári olimpiai játékok érmesei evezésben | | | |
| Versenyszám                                          | Arany | Ezüst | Bronz |
| Egypárevezős                                         | Olaf Tufte · Norvégia (NOR) | Jüri Jaanson · Észtország (EST) | Ivo Janakiev · Bulgária (BUL) |
| Kétpárevezős                                         | Franciaország (FRA) · Sébastien Vieilledent · Adrien Hardy | Szlovénia (SLO) · Luka Špik · Iztok Čop | Olaszország (ITA) · Rossano Galtarossa · Alessio Sartori |
| Könnyűsúlyú kétpárevezős                             | Lengyelország (POL) · Tomasz Kucharski · Robert Sycz | Franciaország (FRA) · Fréderic Dufour · Pascal Touron | Görögország (GRE) · Vaszíliosz Polímerosz · Nikólaosz Szkiathítisz                                                                                                   |
| Kormányos nélküli kettes                             | Ausztrália (AUS) · Drew Ginn · James Tomkins | Horvátország (CRO) · Siniša Skelin · Nikša Skelin | Dél-afrikai Köztársaság (RSA) · Donovan Cech · Ramon di Clemente |
| Négypárevezős                                        | Oroszország (RUS) · Nyikolaj Szpinyov · Igor Kravcov · Alekszej Szvirin · Szergej Fjodorovcev                                                                  | Csehország (CZE) · David Kopřiva · Tomáš Karas · Jakub Hanák · David Jirka | Ukrajna (UKR) · Szerhij Hriny · Szerhij Bilouscsenko · Oleh Likov · Leonyid Saposnikov                                                                               |
| Kormányos nélküli négyes                             | Nagy-Britannia (GBR) · Steve Williams · James Cracknell · Ed Coode · Matthew Pinsent                                                                           | Kanada (CAN) · Cameron Baerg · Thomas Herschmiller · Jake Wetzel · Barney Williams | Olaszország (ITA) · Lorenzo Porzio · Dario Dentale · Luca Agamennoni · Raffaello Leonardo                                                                            |
| Könnyűsúlyú kormányos nélküli négyes                 | Dánia (DEN) · Thor Kristensen · Thomas Ebert · Stephan Mølvig · Eskild Ebbesen                                                                                 | Ausztrália (AUS) · Glen Loftus · Anthony Edwards · Ben Cureton · Simon Burgess | Olaszország (ITA) · Lorenzo Bertini · Catello Amarante · Salvatore Amitrano · Bruno Mascarenhas                                                                      |
| Nyolcas                                              | Egyesült Államok (USA) · Jason Read · Wyatt Allen · Chris Ahrens · Joseph Hansen · Matt Deakin · Dan Beery · Beau Hoopman · Bryan Volpenhein · Peter Cipollone | Hollandia (NED) · Matthijs Vellenga · Gijs Vermeulen · Jan-Willem Gabriëls · Daniël Mensch · Geert Jan Derksen · Gerritjan Eggenkamp · Diederik Simon · Michiel Bartman · Chun Wei Cheung | Ausztrália (AUS) · Stefan Szczurowski · Stuart Reside · Stuart Welch · James Stewart · Geoffrey Stewart · Boden Hanson · Mike McKay · Stephen Stewart · Michael Toon |

## Női

### Éremtáblázat
(A rendező ország csapata eltérő háttérszínnel, az egyes számoszlopok legmagasabb értéke vagy értékei vastagítással kiemelve.)
| A 2004. évi nyári olimpiai játékok éremtáblázata női evezésben | A 2004. évi nyári olimpiai játékok éremtáblázata női evezésben | A 2004. évi nyári olimpiai játékok éremtáblázata női evezésben | A 2004. évi nyári olimpiai játékok éremtáblázata női evezésben | A 2004. évi nyári olimpiai játékok éremtáblázata női evezésben | Olimpia  |
| -------------------------------------------------------------- | -------------------------------------------------------------- | -------------------------------------------------------------- | -------------------------------------------------------------- | -------------------------------------------------------------- | -------- |
|                                                                | Ország                                                         | Arany                                                          | Ezüst                                                          | Bronz                                                          | Összesen |
| 1.                                                             | Románia (ROU)                                                  | 3                                                              | 0                                                              | 0                                                              | 3        |
| 2.                                                             | Németország (GER)                                              | 2                                                              | 2                                                              | 0                                                              | 4        |
| 3.                                                             | Új-Zéland (NZL)                                                | 1                                                              | 0                                                              | 1                                                              | 2        |
|                                                                |                                                                |                                                                |                                                                |                                                                |          |
| 4.                                                             | Nagy-Britannia (GBR)                                           | 0                                                              | 2                                                              | 1                                                              | 3        |
| 5.                                                             | Fehéroroszország (BLR)                                         | 0                                                              | 1                                                              | 1                                                              | 2        |
| 6.                                                             | Egyesült Államok (USA)                                         | 0                                                              | 1                                                              | 0                                                              | 1        |
|                                                                |                                                                |                                                                |                                                                |                                                                |          |
| 7.                                                             | Hollandia (NED)                                                | 0                                                              | 0                                                              | 2                                                              | 2        |
| 8.                                                             | Ausztrália (AUS)                                               | 0                                                              | 0                                                              | 1                                                              | 1        |
| 8.                                                             | Bulgária (BUL)                                                 | 0                                                              | 0                                                              | 1                                                              | 1        |
|                                                                |                                                                |                                                                |                                                                |                                                                |          |
| Összesen                                                       | Összesen                                                       | 6                                                              | 6                                                              | 6                                                              | 18       |

### Érmesek
| A 2004. évi nyári olimpiai játékok érmesei evezésben | | | |
| Versenyszám                                          | Arany | Ezüst | Bronz |
| Egypárevezős                                         | Katrin Rutschow-Stomporowski · Németország (GER) | Kacjarina Karszten · Fehéroroszország (BLR) | Rumjana Nejkova · Bulgária (BUL) |
| Kétpárevezős                                         | Új-Zéland (NZL) · Georgina Evers-Swindell · Caroline Evers-Swindell | Németország (GER) · Peggy Waleska · Britta Oppelt | Nagy-Britannia (GBR) · Sarah Winckless · Elise Laverick |
| Könnyűsúlyú kétpárevezős                             | Románia (ROU) · Constanța Burcică-Pipotă · Angela Alupei | Németország (GER) · Daniela Reimer · Claudia Blasberg | Hollandia (NED) · Kirsten van der Kolk · Marit van Eupen |
| Kormányos nélküli kettes                             | Románia (ROU) · Georgeta Damian · Viorica Susanu | Nagy-Britannia (GBR) · Katherine Grainger · Cath Bishop | Fehéroroszország (BLR) · Julija Bicsik · Natallja Helah |
| Négypárevezős                                        | Németország (GER) · Kathrin Boron · Meike Evers · Manuela Lutze · Kerstin Kowalski-El-Qalqili                                                                              | Nagy-Britannia (GBR) · Alison Mowbray · Debbie Flood · Frances Houghton · Rebecca Romero                                                                                     | Ausztrália (AUS) · Dana Faletic · Rebecca Sattin · Amber Bradley · Kerry Hore                                                                                                   |
| Nyolcas                                              | Románia (ROU) · Rodica Florea · Viorica Susanu · Aurica Bărăscu · Ioana Papuc · Liliana Gafencu · Elisabeta Oleniuc-Lipă · Georgeta Damian · Doina Ignat · Elena Georgescu | Egyesült Államok (USA) · Kate Johnson · Samantha Magee · Megan Dirkmaat · Alison Cox · Caryn Davies · Laurel Korholz · Anna Mickelson-Cummins · Lianne Nelson · Mary Whipple | Hollandia (NED) · Froukje Wegman · Marlies Smulders · Nienke Hommes · Hurnet Dekkers · Annemarieke van Rumpt · Annemiek de Haan · Sarah Siegelaar · Helen Tanger · Ester Workel |